# Patrona Bavariae (Baierbrunn)

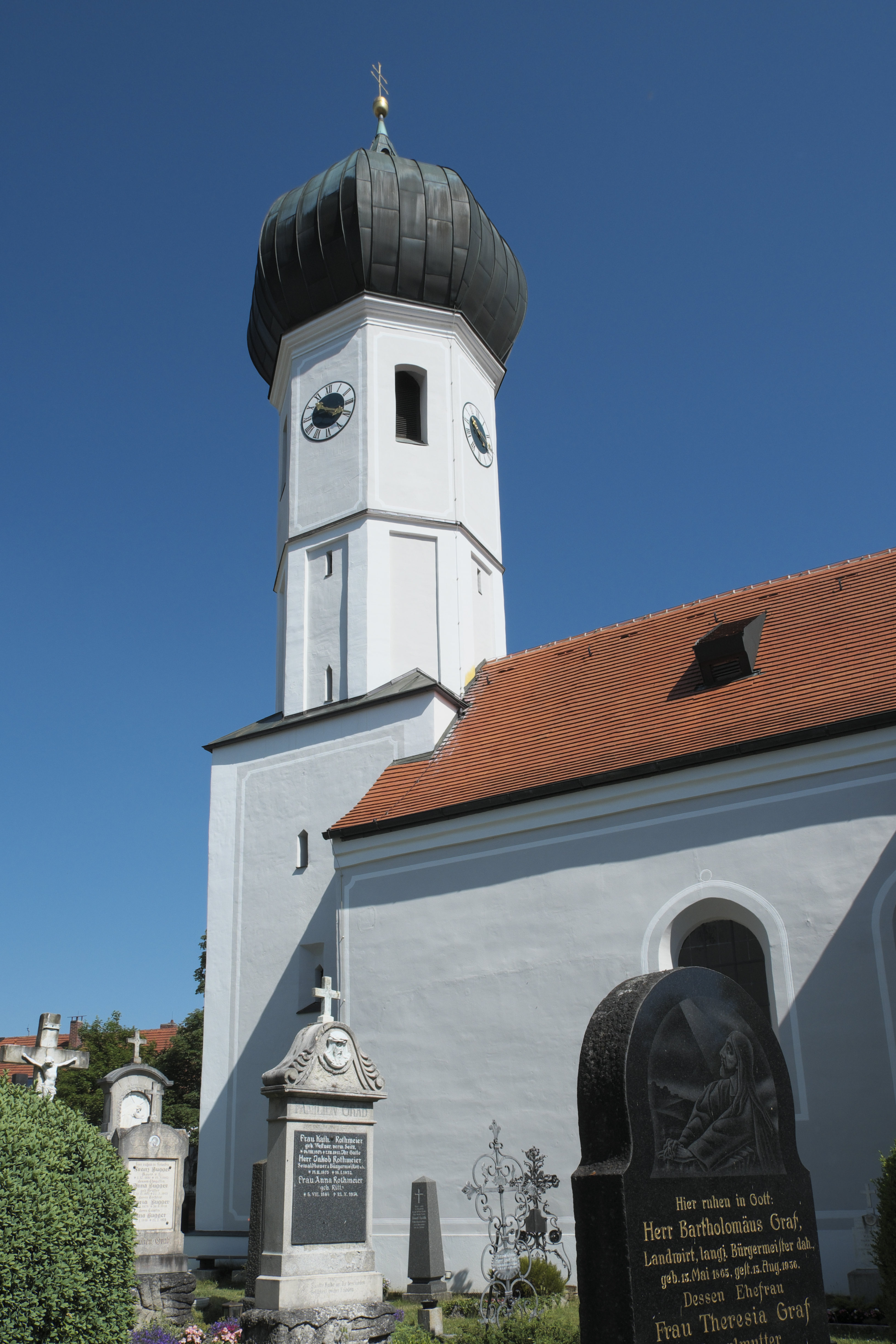
Patrona Bavariae in Baierbrunn

Patrona Bavariae, ursprünglich St. Peter und Paul ist ein Kirchengebäude der römisch-katholischen Kirche in der oberbayerischen Gemeinde Baierbrunn im Landkreis München. Die Kirche ist der Gottesmutter Maria als Patronin Bayerns geweiht und dient als Filialkirche der Pfarrei St. Peter und Paul. Das Bauwerk ist als Baudenkmal in die Bayerische Denkmalliste eingetragen.

## Lage
Die Kirche liegt im Süden der Ortschaft Baierbrunn an der Innenseite einer Kurve der Wolfratshausener Straße schräg gegenüber dem Gasthof zur Post. Das Langhaus ist exakt nach Osten ausgerichtet. Das Gebäude ist von einem ummauerten Kirchfriedhof umgeben.

## Geschichte
In der ersten urkundlichen Erwähnung von Baierbrunn im Jahr 776 wird bereits eine steinerne Kirche erwähnt. Um 1165 wird sie neu gebaut, um  1175 ist sie in den „Schäftlarner Traditionen“ unter dem Patrozinium des heiligen Apostels Petrus aufgeführt. Weitere Neubauten erfolgen nach 1501 im Stil der Spätgotik und ab 1686, nachdem Dorf und Kirche 1632 im Dreißigjährigen Krieg zerstört worden waren, im Stil des Barocks. Der Entwurf stammt von Martin Gunetzrhainer, der auch den Bau leitete. Gunetzrhainer bezog dabei auch Reste des alten Baus in den Neubau ein. 1709 wurde die Kirche geweiht.
Nach dem Bau der neuen Pfarrkirche St. Peter und Paul 1958/59 am nördlichen Ortsende drohte der alten Kirche der Abriss, konnte aber durch eine Bürgerinitiative verhindert werden. Die alte Kirche wurde unter das Patrozinium Patrona Bavariae gestellt. 1975 wurde das Innere restauriert. Eine weitere Restaurierung erfolgte 2010 bis 2013.
Die evangelischen Christen aus Baierbrunn versammeln sich in der Alten Dorfkirche regelmäßig zum Gottesdienst. Die katholische Gemeinde hält hier Werktagsgottesdienste ab und trifft sich zum Rosenkranzgebet.

## Architektur

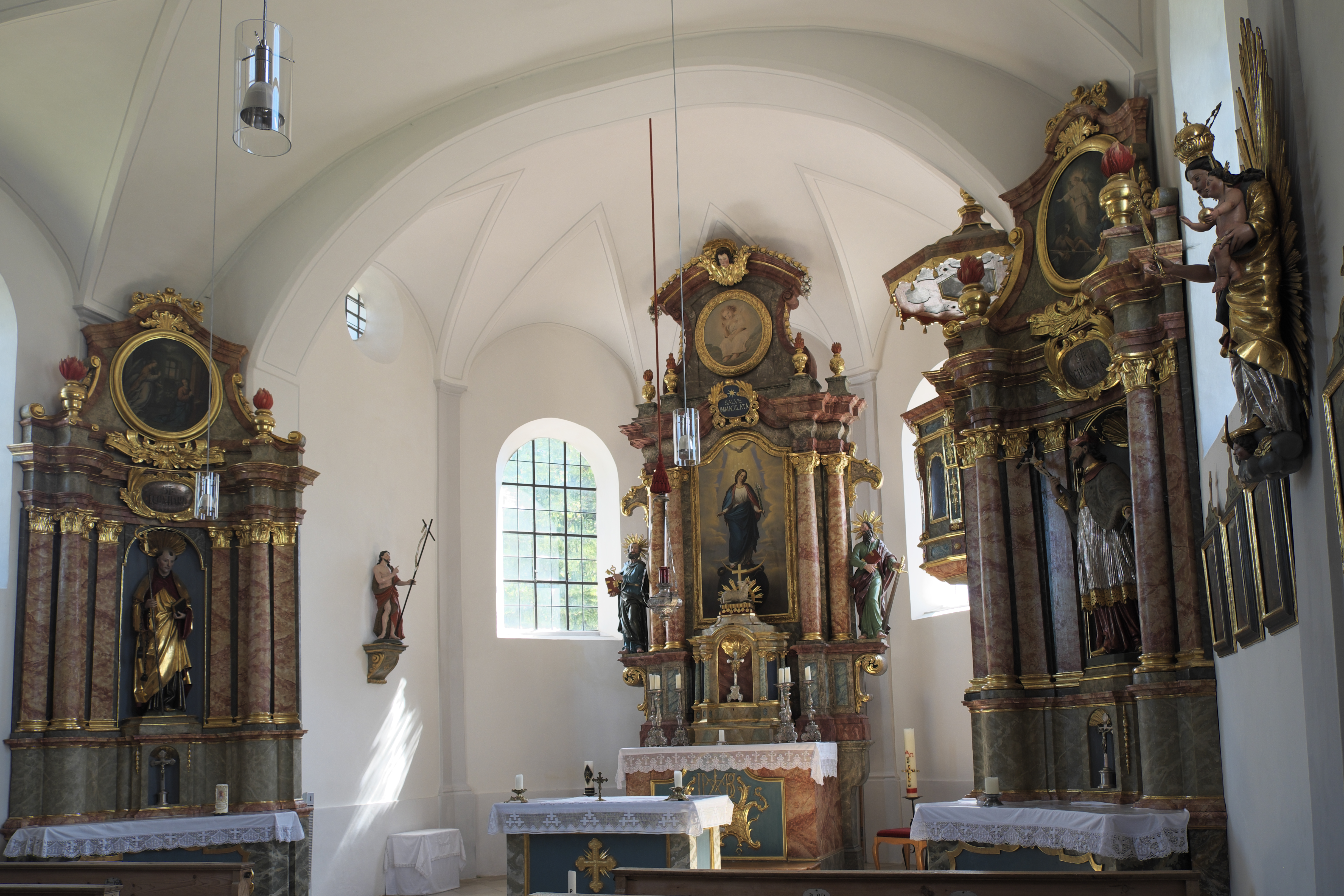
Innenraum nach Osten

Das Bauwerk besteht aus einem etwa 11 Meter langen und 8 Meter breiten Langhaus, an das nach Osten ein leicht eingezogener, etwa 5 Meter langer und 7 Meter breiter Chor anschließt, der durch einen Dreiachtelschluss abgeschlossen ist. Im Westen ist dem Langhaus ein Glockenturm vorgesetzt. Er hat ungefähr bis zum Dachfirst einen quadratischen Grundriss von etwa 5 Meter Seitenlänge. Darüber folgt ein achteckiger Aufbau, der eine Zwiebelhaube trägt.
Im Inneren ist Patrona Bavariae eine einschiffige Saalkirche. Langhaus und Chor haben ein Tonnengewölbe mit Stichkappen in den Fensterachsen. Die Wände sind durch Lisenen gegliedert. Eine Orgelempore mit hölzerner Brüstung an Rückwand (Westwand) des Langhauses wird durch zwei quadratische Holzpfosten gestützt.

## Ausstattung
Der Hochaltar stammt aus der Zeit um 1690. Das Altarbild über dem Tabernakel zeigt eine Mondsichelmadonna. Es wird von zwei Säulenpaaren gerahmt und von Figuren der Apostel Petrus und Paulus flankiert. Im Auszug zeigt ein Gemälde vom Beginn des 20. Jahrhunderts Jesus als Knaben.
Die beiden Seitenaltäre stammen aus der Zeit um 1734. Sie sind ähnlich aufgebaut wie der Hochaltar. In beiden steht eine Heiligenfigur, flankiert von zwei Säulen, und im Auszug zeigen sie ein Gemälde von 1873. Im linken (nördlichen) Seitenaltar sind das eine Figur des heiligen Leonhard und ein Gemälde der Verkündigung des Herrn, im rechten (südlichen) Seitenaltar eine Figur des heiligen Johannes Nepomuk und ein Gemälde des Traums des heiligen Josefs.
Zu der weiteren Ausstattung gehören unter anderem eine barocke Kanzel, die an der rechten Chorwand hängt, ein Kruzifix mit Schmerzhafter Mutter an der rechten Langhauswand, ihm gegenüber an der linken Langhauswand eine Muttergottesstatue, die Maria mit dem Jesuskind als Patrona Bavariae zeigt und die früher ihren Platz im Hauptaltar hatte, sowie ein entlang der beiden Langhauswände angebrachter Kreuzweg.

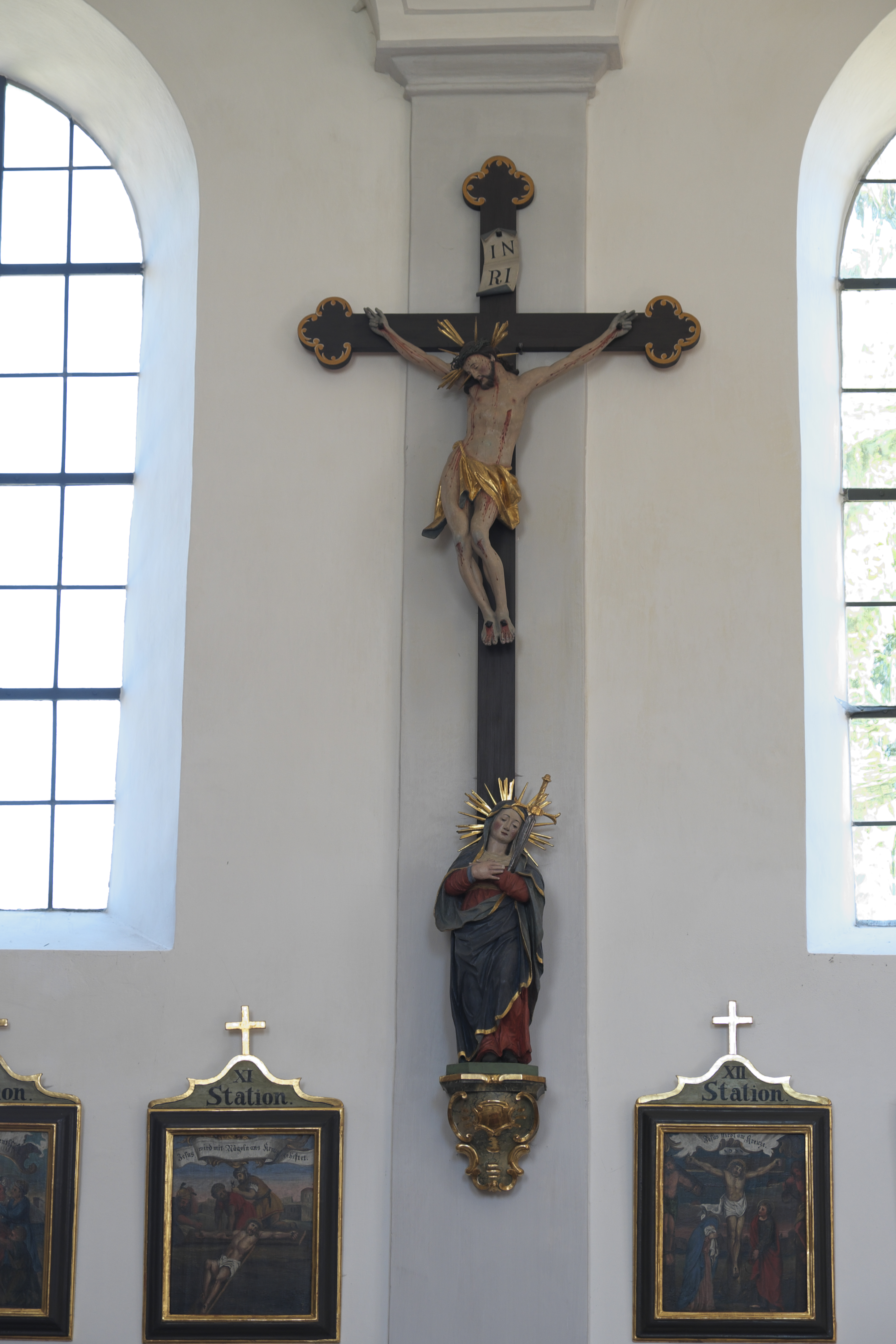
Kruzifix
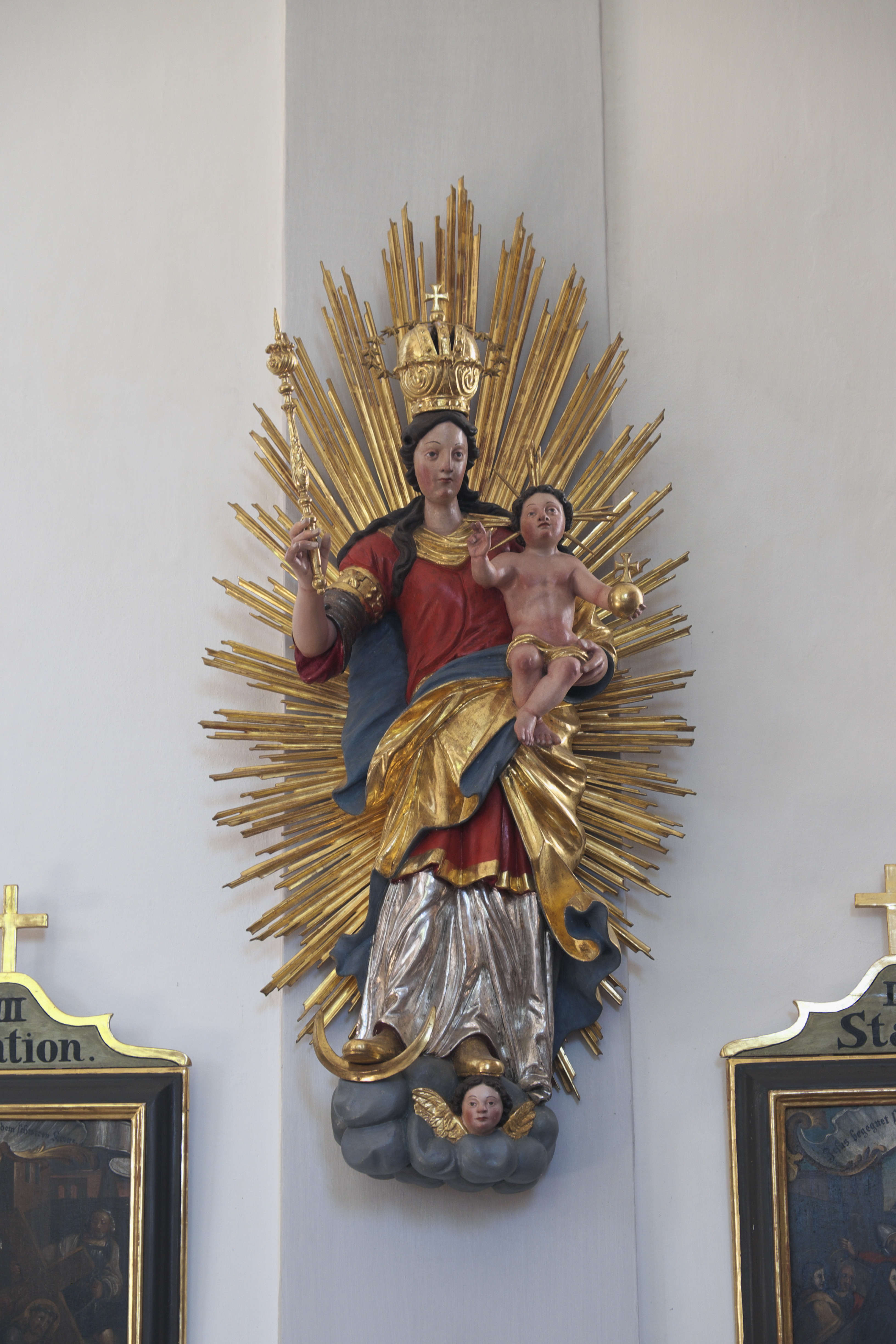
Patrona Bavariae
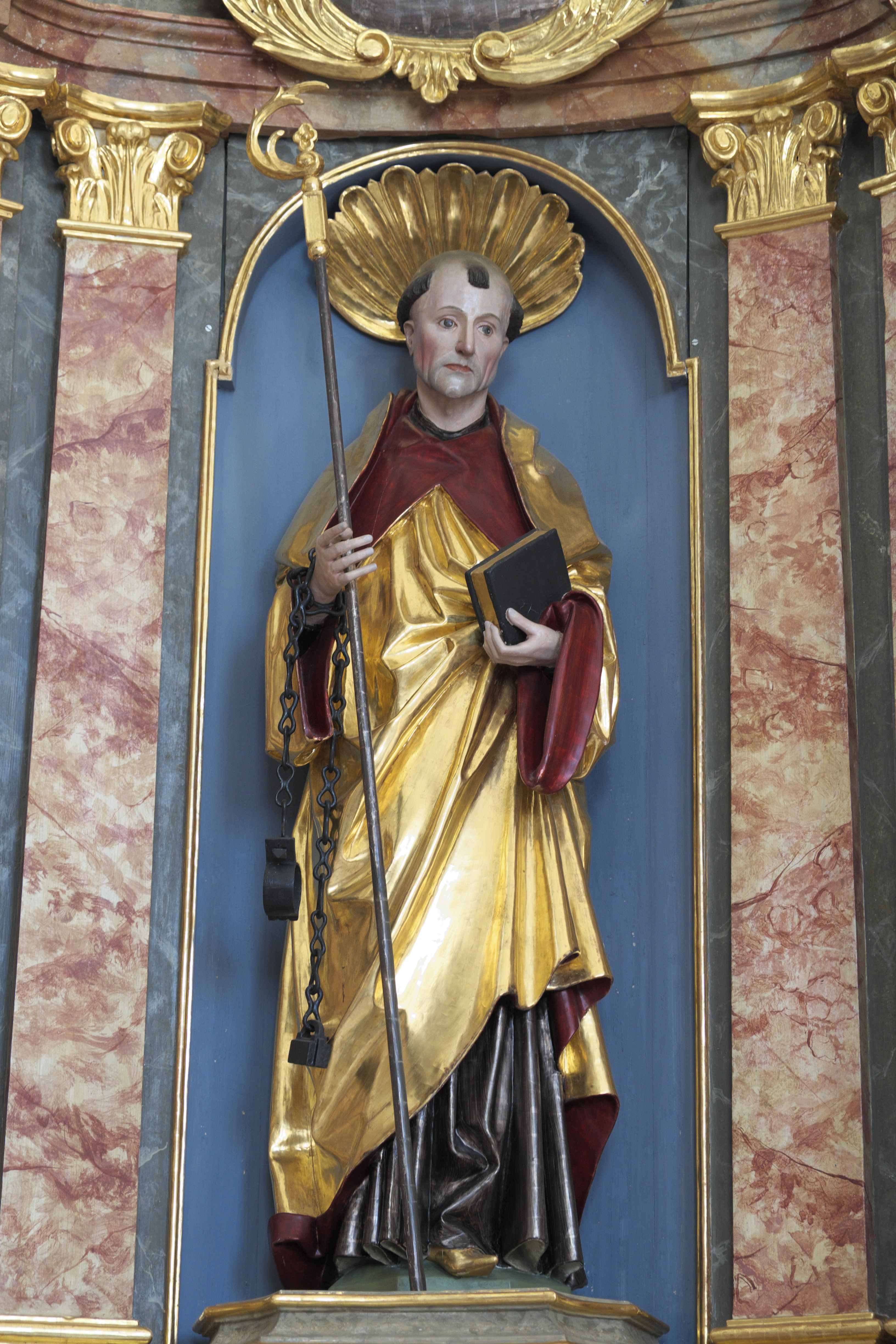
Hl. Leonhard
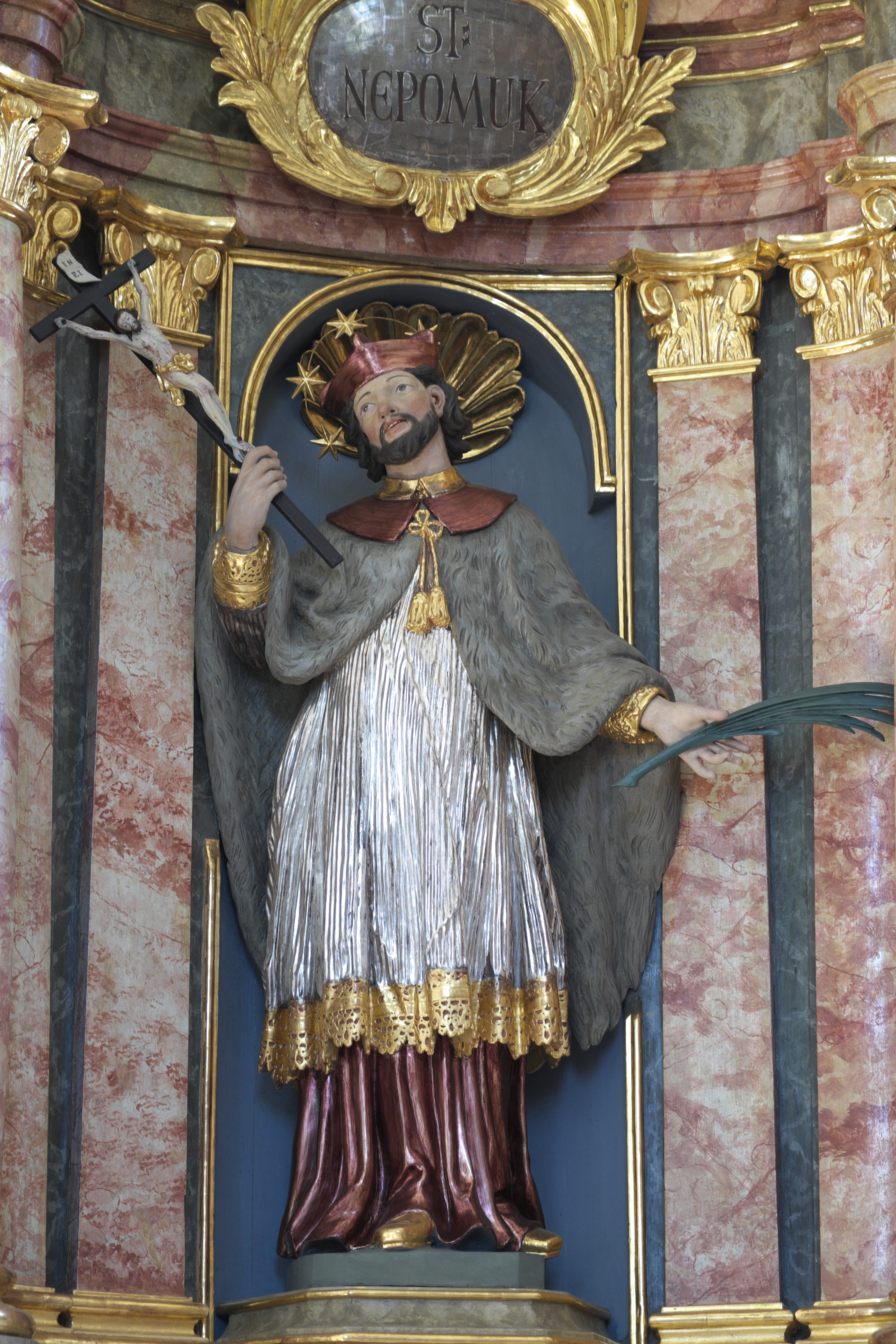
Hl. Nepomuk

Orgel

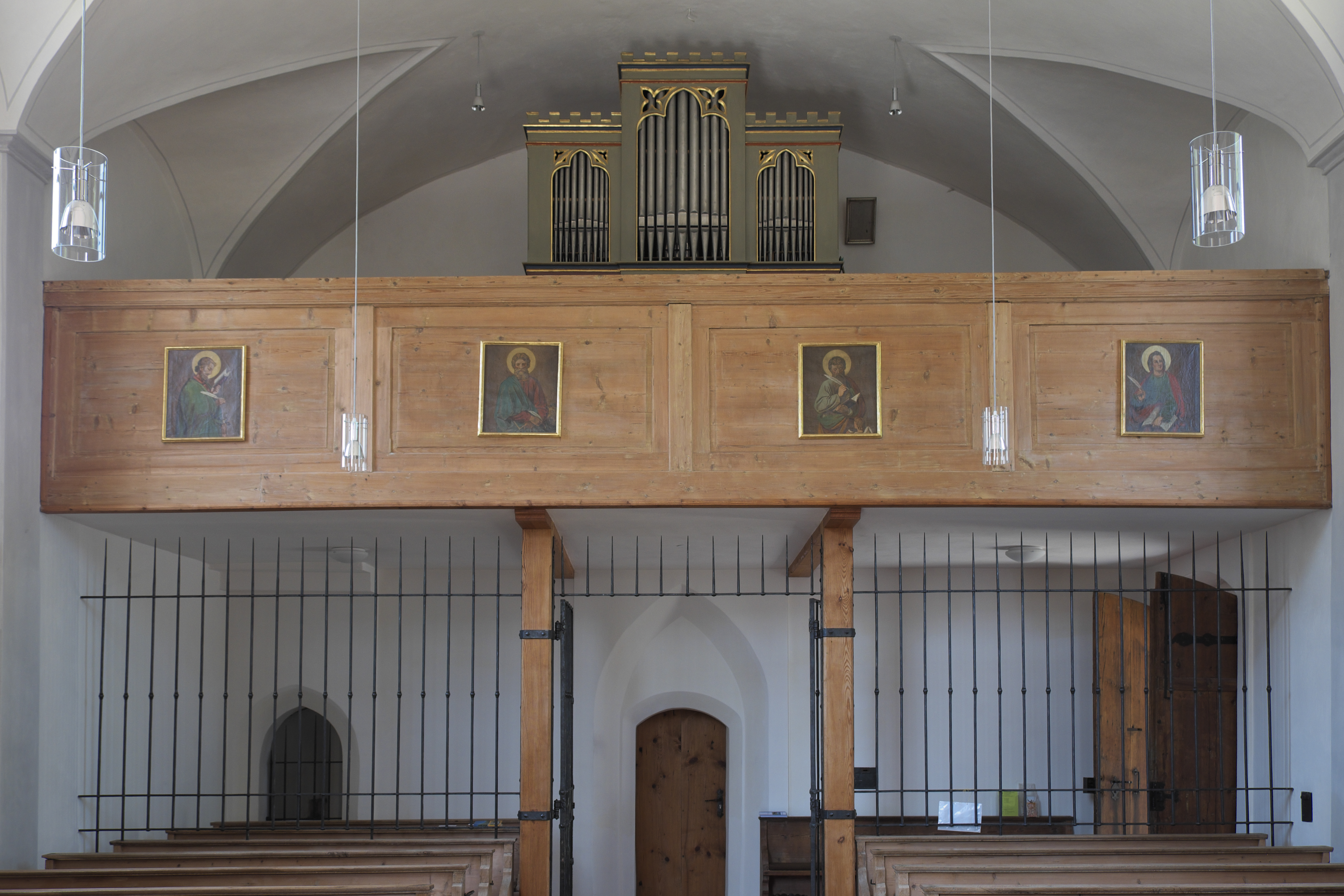
Innenraum nach Westen

Auf der niedrigen Empore im hinteren Bereich der Kirche steht eine kleine Orgel, die 1850 von Franz Seraphim Koroschak gebaut worden war und 1980 aus Seebruck angekauft wurde. Sie wurde von Anton Staller hierher übertragen und 1986 durch Riegner & Friedrich restauriert. Sie verfügt über sechs Register auf einem Manual und Pedal. Die Disposition lautet:
| Manual C–f3 |           |    |
| 1.          | Copel     | 8′ |
| 2.          | Principal | 4′ |
| 3.          | Flöte     | 4′ |
| 4.          | Octave    | 2′ |
| 5.          | Mixtur II | 2′ |

| Pedal C–H |        |     |
| 6.        | Subbaß | 16′ |

- Koppel: Pedal starr angehängt; Subbaß 16′ über Sperrventil schaltbar
- Anmerkungen:

1. ↑  teilweise ausgetauscht 1986
2. ↑  teilweise ausgetauscht 1986

Glocken
Im Kirchturm hängt ein dreistimmiges Glockengeläut aus Bronze.
| Nr. | Name              | Gießer, Gussjahr                 | Durch- messer | Gewicht | Schlagton | Inschrift |
| --- | ----------------- | -------------------------------- | ------------- | ------- | --------- | --- |
| 1   | Patrona Bavariae  | Rudolf Perner, Passau, 1984      | 769 mm        | 260 kg  | cis″+0    | Auf beiden Glocken: PATRONA BAVARIAE ERBITTE FRIEDEN. IM ÖKUMENISCHEN GEIST GESTIFTET VON DER EVANGELISCHEN GEMEINDE BAIERBRUNN – 1984 |
| 2   | Petrus und Paulus | Rudolf Perner, Passau, 1984      | 638 mm        | 138 kg  | e″+0      | Auf beiden Glocken: PATRONA BAVARIAE ERBITTE FRIEDEN. IM ÖKUMENISCHEN GEIST GESTIFTET VON DER EVANGELISCHEN GEMEINDE BAIERBRUNN – 1984 |
| 3   | –                 | Karl Czudnochowsky, Erding, 1958 | 562 mm        | 105 kg  | fis″+0    | VOM AUFGANG DER SONNE BIS ZU IHREM NIEDERGANG SEI GEPRIESEN DER NAME DES HERRN                                                         |